# Isabella di Roquefeuil

Stemma di famiglia

Isabella di Roquefeuil (1348 circa – 1427) è stata una nobildonna francese.

## Biografia
Era figlia di Arnaldo III di Roquefeuil (?-1361), signore di Aumelas e di Jacquette de Combret (?-1361).
Sposò Deodato II di Clermont-Lodève ed ebbero cinque figli:
- Bourguine (1375-1422)
- Tristano (1380-1432)
- Dauphine (1385-1452)
- Arnaud Guilhem
- Catherine Antoinette (?-1444)